# Sonia L'Heureux
Pour les articles homonymes, voir L'Heureux.
Sonia L'Heureux est une fonctionnaire canadienne, qui exerce la fonction de bibliothécaire parlementaire du Canada depuis 2012,. Elle est la première femme nommée à ce poste.

## Biographie
Originaire de Saint-Jean-sur-Richelieu, Québec, L'Heureux rejoint la fonction publique canadienne en 1987. 
Elle travaille pour Ressources Humaines et Développement Social Canada, Finances Canada, Environnement Canada et Énergie, Mines et Ressources du Canada en tant qu'analyste politique avant de rejoindre la Bibliothèque du Parlement en tant que bibliothécaire agrégée en 2008. 
Elle est titulaire d'un baccalauréat et d'une maîtrise en économie de l'Université de Montréal.
À la suite de la démission de Kevin Page, en mars 2013, L'Heureux assume également l'intérim en tant que directeur Parlementaire du Budget jusqu'à la nomination de Jean-Denis Fréchette en septembre.